# Tigobius paralus
Tigobius paralus är en mångfotingart som beskrevs av Chamberlin 1916. Tigobius paralus ingår i släktet Tigobius och familjen stenkrypare. Inga underarter finns listade i Catalogue of Life.